# Hay Salama
 (décembre 2011).
Si vous disposez d'ouvrages ou d'articles de référence ou si vous connaissez des sites web de qualité traitant du thème abordé ici, merci de compléter l'article en donnant les références utiles à sa vérifiabilité et en les liant à la section « Notes et références ».
Hay Salama est un quartier situé à l'est de la ville de Casablanca au Maroc, près de la préfecture de Ben Msik. C'est un quartier populaire de près de 5 000 habitants, qui compte plusieurs écoles primaires, des collèges, des lycées, des mosquées…